# Saulcet
Saulcet ist eine französische Gemeinde mit 651 Einwohnern (Stand: 1. Januar 2022) im Département Allier in der Region Auvergne-Rhône-Alpes (vor 2016 Auvergne). Sie gehört zum Arrondissement Vichy und ist Mitglied im Gemeindeverband Communauté de communes Saint-Pourçain Sioule Limagne. Die Bewohner werden Saulcétois und Saulcétoises genannt.

## Geografie
Saulcet liegt etwa 28 Kilometer südsüdwestlich von Moulins. Umgeben wird Saulcet von den Nachbargemeinden Verneuil-en-Bourbonnais im Norden und Nordwesten, Contigny im Nordosten, Saint-Pourçain-sur-Sioule im Süden und Osten, Louchy-Montfand im Süden und Südwesten sowie Bransat im Westen. An der südlichen Gemeindegrenze verläuft das Flüsschen Gaduet, das zur Sioule entwässert.

## Bevölkerungsentwicklung
| Jahr                       | 1962 | 1968 | 1975 | 1982 | 1990 | 1999 | 2006 | 2011 | 2016 | 2019 |
| Einwohner                  | 570  | 536  | 519  | 577  | 589  | 608  | 653  | 634  | 712  | 664  |
| Quellen: Cassini und INSEE |      |      |      |      |      |      |      |      |      |      |

## Sehenswürdigkeiten
Siehe auch: Liste der Monuments historiques in Saulcet
- Kirche Saint-Julien aus dem 12. Jahrhundert mit Taufbecken aus dem 14. Jahrhundert

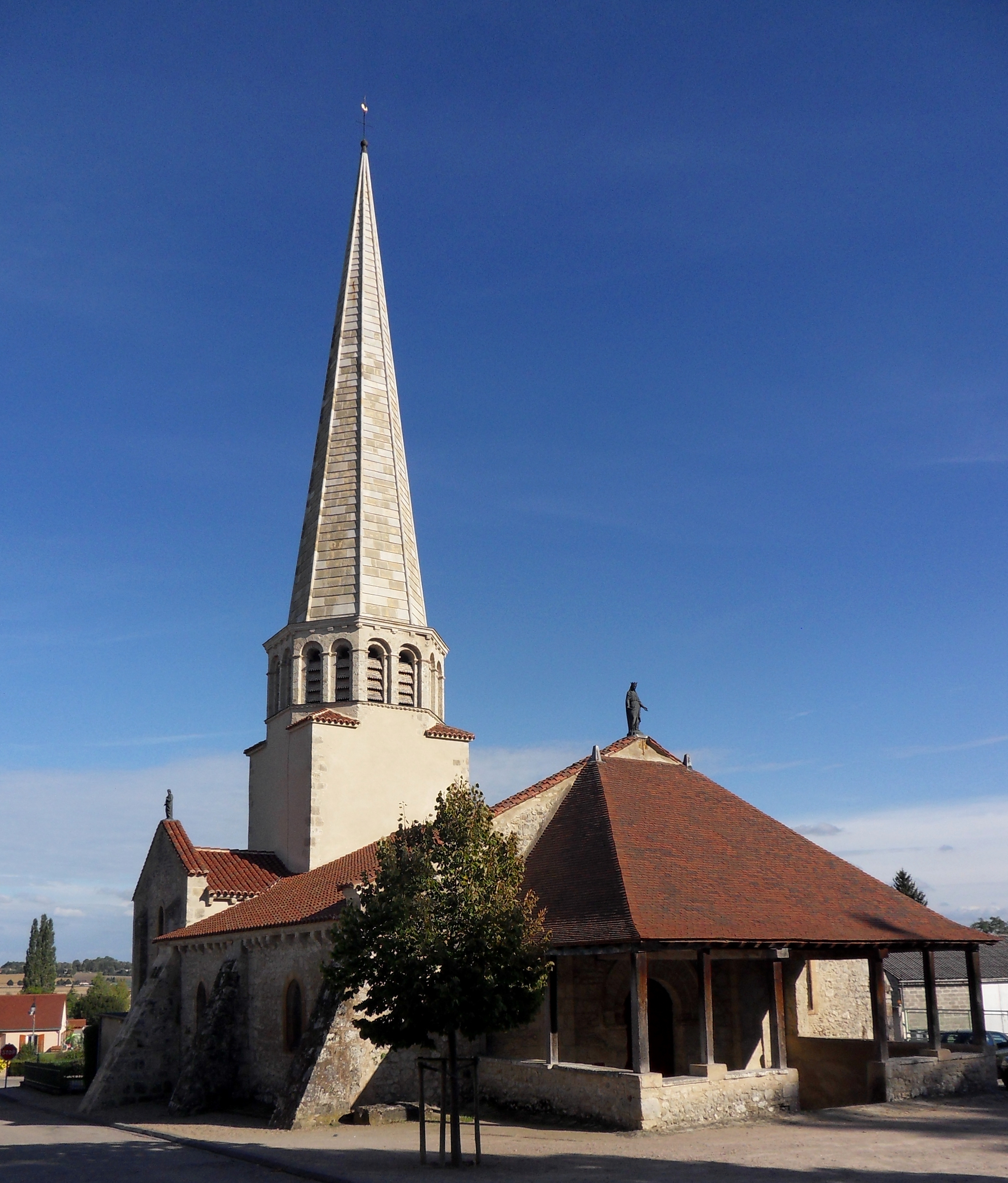
Kirche Saint-Julien